# Giuliano Giannichedda
Giuliano Giannichedda, född den 21 september 1974 i Pontecorvo, är en italiensk före detta fotbollsspelare.

## Fotbollskarriär
Giannichedda spelade för Sora Calcio i Serie C2, innan han upptäcktes av Udinese Calcio, dit han kom sommaren 1995. Giannichedda spelade för Udinese i sex säsonger, och var med att hjälpa Udinese till en tredjeplats säsongen 1997-98. Hans defensiva kvaliteter gjorde honom uppskattad för sitt bollvinnande, och han var en av lagets viktigaste spelare med sin arbetsvilja på planen. Sommaren 2001 köptes Giannichedda till Lazio tillsammans med Stefano Fiore. Deras första säsong i klubben var inte särskilt lyckad, men Giannichedda gjorde sedan ett stabilt intryck i Lazio, där han tillbringade fyra säsonger, varav den sista som mittback.
Sommaren 2005 gick Giannicheddas kontrakt med Lazio ut, och han skrev på för Juventus, där han tillbringade två säsonger, dock mest på bänken. Han gick till Livorno 2007 för att få en nystart på karriären, men efter en misslyckad säsong där avslutade han karriären.
Giannichedda fick spela tre landskamper för Italien, men gjorde inga mål. Totalt gjorde han bara tre mål på professionell nivå under sin karriär, och just bristen på kreativitet hindrade fler matcher i landslaget för Giannicheddas del.